# لصوص خمس نجوم (فلم)
لصوص خمس نجوم هو فيلم إثارة مصري أُصدر سنة 1994، من بطولة مصطفى فهمي، صلاح ذو الفقار، ودلال عبد العزيز، من إخراج أشرف فهمي.

## ملخص القصة
جلال سليمان مدير أحد البنوك الاستثمارية حيث يعمل شكري أبو الفضل مستشار قانوني. يخطط شكري مع صديقه يوسف علوى لنهب أموال البنك. يصل يوسف لمصر ويلتقى بمدير البنك جلال ويظهر بمظهر المستثمر القوي الشريف. يستغل يوسف وسامته وثراءه في التأثير على لبنى سكرتيرة جلال والمتمردة على بيئتها الفقيرة. وفي نفس الوقت ينجح في خطته في مهب أموال البنك ويَهِم بالهروب ويتفاجأ برؤية لبني عن صعوده للطائرة.

## طاقم التمثيل
- مصطفي فهمي بدور يوسف علوي
- صلاح ذو الفقار بدور جلال سليمان
- دلال عبد العزيز بدور لبني
- أبو بكر عزت بدور شكري أبو الفضل
- إيهاب نافع بدور الوزير
- عبد الله فرغلي بدور والد لبني
- ناهد جبر بدور سناء
- ليلي فهمي بدور والدة لبني
- إنعام الجريتلي بدور منيرة هانم
- عائشة الكيلاني بدور الممرضة
- عبد العظيم عبد الحق بدور عم عبد الله
- رمسيس مرزوق بدور كارل

## وصلات خارجية
- لصوص خمس نجوم على موقع IMDb (الإنجليزية)
- لصوص خمس نجوم على موقع الدهليز
- لصوص خمس نجوم على موقع قاعدة بيانات الأفلام العربية